# Élections régionales de 2012 dans les Açores
Les élections régionales de 2012 (en portugais : Eleições legislativas regionais nos Açores em 2012) se sont tenues le 14 octobre 2012 dans les Açores afin d'élire les 57 députés de l'Assemblée législative.

## Résultats
| Partis                   | Partis                                   | Voix    | %     | Sièges | +/-           |
| ------------------------ | ---------------------------------------- | ------- | ----- | ------ | ------------- |
|                          | Parti socialiste (PS)                    | 52 827  | 49,02 | 31     | 1             |
|                          | Parti social-démocrate (PPD/PSD)         | 35 572  | 33,01 | 20     | 2             |
|                          | CDS – Parti populaire (CDS-PP)           | 6 110   | 5,67  | 3      | 2             |
|                          | Bloc de gauche (BE)                      | 2 428   | 2,25  | 1      | 1             |
|                          | Coalition démocratique unitaire (CDU)    | 2 045   | 1,90  | 1      | en stagnation |
|                          | Plateforme de citoyenneté (PC)           | 1 066   | 0,99  | 0      | Nv.           |
|                          | Mouvement du parti de la Terre (MPT)     | 833     | 0,77  | 0      | en stagnation |
|                          | Personnes - Animaux- Nature (PAN)        | 680     | 0,63  | 0      | Nv.           |
|                          | Parti démocratique de l'Atlantique (PDA) | 532     | 0,49  | 0      | en stagnation |
|                          | Parti travailliste portugais (PTP)       | 471     | 0,44  | 0      | Nv.           |
|                          | PCTP/MRPP                                | 343     | 0,32  | 0      | Nv.           |
|                          | Parti populaire monarchiste (PPM)        | 86      | 0,08  | 1      | en stagnation |
|                          | Votes blancs                             | 3 444   | 3,20  |        |               |
|                          | Votes nuls                               | 1 319   | 1,22  |        |               |
|                          |                                          |         |       |        |               |
| Total                    | Total                                    | 107 756 | 100   | 57     | en stagnation |
| Abstentions              | Abstentions                              | 117 371 | 52,14 |        |               |
| Inscrits / participation | Inscrits / participation                 | 225 127 | 47,86 |        |               |